# Rapport de forme
Le rapport de forme, rapport de format ou format tout court, en télévision est le rapport de deux longueurs d'un l'objet, ou d'un rectangle dans lequel il s'inscrit : largeur sur hauteur ou longueur sur largeur.
Le rapport de forme est sans dimension.
En infographie, on parle aussi de facteur de forme (ce terme est ambigu à cause de ses significations en physique).
L'anglicisme ratio d'aspect décalque aspect ratio traduit officiellement par rapport largeur/hauteur. En électronique, il s'applique au rapport entre l'épaisseur et la plus grande des autres dimensions d'un substrat, définition utilisée également dans d'autres domaines, comme l'urbanisme. En botanique, le rapport d'aspect est celui des diamètres d'un rameau par rapport à une branche, etc. L'usage au sens de rapport de forme est occasionnel.

## Exemples
- 4÷3 : rapports d'écrans d'ordinateur, d'anciens téléviseurs, du format classique en dessin ou en peinture, de l'affichage grand format ;
- {\displaystyle {\sqrt {2}}} (1,414...) : feuilles de papier suivant la norme ISO 216 (formats A ou B), permettant la conservation du rapport de forme en pliant ou en coupant en deux le grand côté ;
- 3÷2 : rapport des formats de photos standards 6 x 9, 6 × 4 et de films 35 mm ;
- {\displaystyle {\frac {1+{\sqrt {5}}}{2}}} (1,618...) : nombre d'or, rapport longueur/largeur de nombreux monuments, qui a la propriété de se conserver quand on lui retranche un carré construit sur le petit côté ;
- 16÷9 : rapport d'un téléviseur haute définition (HDTV), vidéo, écran panoramique ;
- 1,85, 1,896 et 2,39 : rapports de films cinématographiques : panoramique américain, cinéma numérique et Cinémascope français, respectivement.